# Celaenorrhini
Celaenorrhini este un trib ce conține specii de fluturi din familia Hesperiidae, subfamilia Pyrginae. 
Sunt întâlnite în principal în Africa tropicală, iar unele în Asia.

## Genuri
- Alenia
- Celaenorrhinus (parafiletic)
- Katreus
- Eretis
- Sarangesa
- Pseudocoladenia
- Loxolexis